# Ivsita
La ivsita és un mineral de la classe dels sulfats. Rep el seu nom en honor del 50 aniversari de l'Institut de Vulcanologia i Sismologia (IVS) de l'Acadèmia Russa de les Ciències.

## Característiques
La ivsita és un sulfat de fórmula química Na₃H(SO₄)₂. Va ser aprovada com a espècie vàlida per l'Associació Mineralògica Internacional l'any 2013, i la primera publicació data del 2016. Cristal·litza en el sistema monoclínic. El sodi a l'estructura es dona en poliedres de NaO₆ i NaO₇. Es troba en forma d'agregats blancs de cristalls incolors fins iaplanats (<0,1 mm). L'exemplar que va servir per a determinar l'espècie, el que es coneix com a material tipus, es troba conservat a les col·leccions del museu mineralògic de la Universitat Estatal de Sant Petersburg, amb el número de mostra 1/19608.

## Formació i jaciments
Va ser descoberta a la Gran erupció fissural del volcà Tolbàtxik, un volcà situat a l'óblast de Kamtxatka, dins el Districte Federal de l'Extrem Orient, a Rússia. També ha estat descrita a la mina Blue Lizard, al comtat de San Juan de l'estat d'Utah, als Estats Units. Es tracta dels dos únics indrets on ha estat trobada aquesta espècie mineral.